# ブリグ族

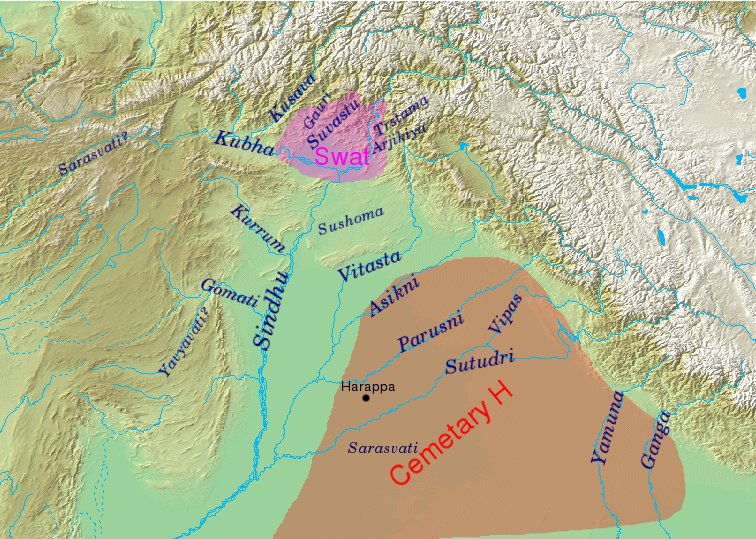
十王戦争の戦場となった五河地方（パンジャーブ）

ブリグ族（サンスクリット語 भृगु Bhṛgu）は、古代インドの宗教文献『リグ・ヴェーダ』に言及される部族のひとつ。バールガヴァ族（サンスクリット語 भार्गव Bhrgava）とも呼ばれる。

## 部族
ブリグ族は、火を扱う司祭である、聖賢ブリグの子孫であると考えられている人々である。神々にソーマという植物の絞り汁を奉納する儀礼を司っていた。また、司祭でもありつつ、ブリグ族からは勇猛な戦士も輩出していた。
十王戦争に、プール族をはじめとする十王軍のひとつとして参戦し、スダース王率いるトリツ族・バラタ族軍に敗れた。

## アタルヴァ・ヴェーダ
『アタルヴァ・ヴェーダ』の一部は、ブリグ族によって編纂されたという伝承が存在する。それは、「ブリグ・アーンギラサ」（भृग्वाङ्गिरस Bhṛgv-Āṅgirasa）と呼ばれる。『アタルヴァ・ヴェーダ』編纂に深く関わっていたことは、歴史事実と考えられている。